# Gaga (geslacht)
Gaga is een geslacht van negentien soorten varens uit de lintvarenfamilie (Pteridaceae), waarvan de meeste zijn afgescheiden van het geslacht Cheilanthes.
Het zijn terrestrische varens met een verspreiding van de zuidwestelijke Verenigde Staten (Arizona en Texas) tot het zuiden van Bolivia, met het zwaartepunt in Mexico. Het geslacht is nauw verwant aan het eerder van Cheilanthes afgescheiden geslacht Aspidotis.

## Naamgeving enetymologie
De botanische naam Gaga is een eerbetoon aan de Amerikaanse zangeres Stefani Germanotta, beter bekend als Lady Gaga.

## Kenmerken
Gaga-soorten zijn kleine terrestrische varens met korte, kruipende rizomen, bezet met lancetvormige, donkerbruine tot zwarte of tweekleurige schubben. De bladsteel is kastanjebruin tot zwart, meestal glad, met een enkele groef aan de bovenzijde. De bladschijf is ovaal tot vijfhoekig, twee- tot viervoudig geveerd, meestal onbehaard (dit in tegenstelling tot de meeste Cheilanthes-soorten). De bladslipjes zijn lijnvormig tot ovaal, de toppen afgerond of geleidelijk smaller wordend (in tegenstelling tot Aspidotis-soorten, waarvan de slipjes in een scherpe punt eindigen).
De sporenhoopjes staan in langs de rand van de blaadjes, gegroepeerd rond de uiteinden van de nerven, gedeeltelijk bedekt door sterk gedifferentieerde, gladde of behaarde pseudo-indusia. Er zijn geen echte dekvliesjes. De sporendoosjes of sporangia dragen 32 of 64 ronde, bruine of zwarte sporen.

## Taxonomie
Het nieuwe geslacht Gaga werd in 2012 beschreven door Pryer, Fay-Wei Li en Windham na een moleculaire studie van vier DNA-regionen (de matK- en rbcL- genen en de trnG-R-sequentie uit de plastiden en het gapCp-gen uit de celkern) en van kenmerken van de sporen van een reeks Cheilanthes-soorten.
Het geslacht telt in de huidige indeling negentien soorten, waarvan zeventien zijn afgesplitst van Cheilanthes en twee nieuw beschreven soorten, G. germanotta (waarbij germanotta nogmaals verwijst naar Lady Gaga), en G. monstraparva (of 'kleine monsters', de roepnaam voor Lady Gaga-fans).

### Soortenlijst
- Gaga angustifolia (Kunth) Fay-Wei Li & Windham (2012)
- Gaga apiacea (Mickel) Fay-Wei Li & Windham (2012)
- Gaga arizonica (Maxon) Fay-Wei Li & Windham (2012)
- Gaga chaerophylla (M. Martens & Galeotti) Fay-Wei Li & Windham (2012)
- Gaga complanata (A. R. Sm.) Fay-Wei Li & Windham (2012)
- Gaga cuneata (Link) Fay-Wei Li & Windham (2012)
- Gaga decomposita (M. Martens & Galeotti) Fay-Wei Li & Windham (2012)
- Gaga decurrens (Mickel) Fay-Wei Li & Windham (2012)
- Gaga germanotta Fay-Wei Li & Windham (2012)
- Gaga harrisii (Maxon) Fay-Wei Li & Windham (2012)
- Gaga hirsuta (Link) Fay-Wei Li & Windham (2012)
- Gaga hintoniorum (Mendenh. & Nesom) Fay-Wei Li & Windham (2012)
- Gaga kaulfussii (Kunze) Fay-Wei Li & Windham (2012)
- Gaga lerstenii (Mickel & Beitel) Fay-Wei Li & Windham (2012)
- Gaga marginata (Kunth) Fay-Wei Li & Windham (2012)
- Gaga membranacea (Davenp.) Fay-Wei Li & Windham (2012)
- Gaga monstraparva Fay-Wei Li & Windham (2012)
- Gaga pellaeopsis (Mickel) Fay-Wei Li & Windham (2012)
- Gaga purpusii (T. Reeves) Fay-Wei Li & Windham (2012)